# Dinotoperla cardaleae
Dinotoperla cardaleae är en bäcksländeart som beskrevs av Günther Theischinger 1982. Dinotoperla cardaleae ingår i släktet Dinotoperla och familjen Gripopterygidae. Inga underarter finns listade i Catalogue of Life.